# Marta Pustišek
Marta Pustišek, slovenska telovadka in pedagoginja, * 21. februar 1917, Ljubljana, † 2. avgust 1966.
Pustiškova je v Ljubljani končala učiteljišče nato pa je po dolgotrajni brezposelnosti leta 1939 dobila prvo službo v Genterovcih v Prekmurju. Tam je ostala do izbruha druge svetovne vojne v Jugoslaviji leta 1941. Takrat se je vrnila v Ljubljano. Tam se je pridružila OF, a je zaradi svoje sokolske vzgoje veljala za sumljivo. Že kmalu po začetku vojne so jo Italijani aretirali in jo poslali v taborišče. Do italijanske kapitulacije je bila zaprta v taboriščih na Rabu in v Gonarsu. Po kapitulaciji Italije je bila izpuščena iz taborišča. Vrnila se je v Ljubljano, kjer pa so jo kmalu aretiralu tudi Nemci in jo internirali v Nemčijo, kjer je morala delati kot hišna pomočnica. 
Po koncu vojne se je vrnila v Ljubljano in začela delati kot učiteljica telovadbe na ljubljanski klasični gimnaziji in gradbeno-tehnični šoli. Še pred upokojitvijo pa je umrla za rakom.

## Športna kariera
Marta Pustišek je že v rani mladosti vstopila v vrste Sokola, kjer je začela trenirati gimnastiko. Z jugoslovansko izbrano vrsto je nastopila na Poletnih olimpijskih igrah 1936 v Berlinu. Vrsta v postavi Lidija Rupnik, Martina Hribar, Ančka Keržan in Marta Pustišek je v ekipnem tekmovanju osvojila četrto mesto. 
Leta 1938 je z izbrano vrsto pod vodstvom Viktorja Murnika nastopila tudi na mednarodnem prvenstvu v Pragi. Izbrana vrsta v postavi Marta Podpac, Elca Kovačič, Ema Kovačič, Dušica Radivojević, Milena Sket, Ančka Hafner, Jelica Vazzaz, Lidija Rupnik in Marta Pustišek je takrat osvojila drugo mesto. Tekmovale so v mnogoboju, ki je obsegal naslednje discipline: vaja s kiji, obvezna in poljubna vaja na bradlji ter na krogih, konj na preskok, met diska in tek na 60 metrov.